# Place de l'Hôtel-de-Ville

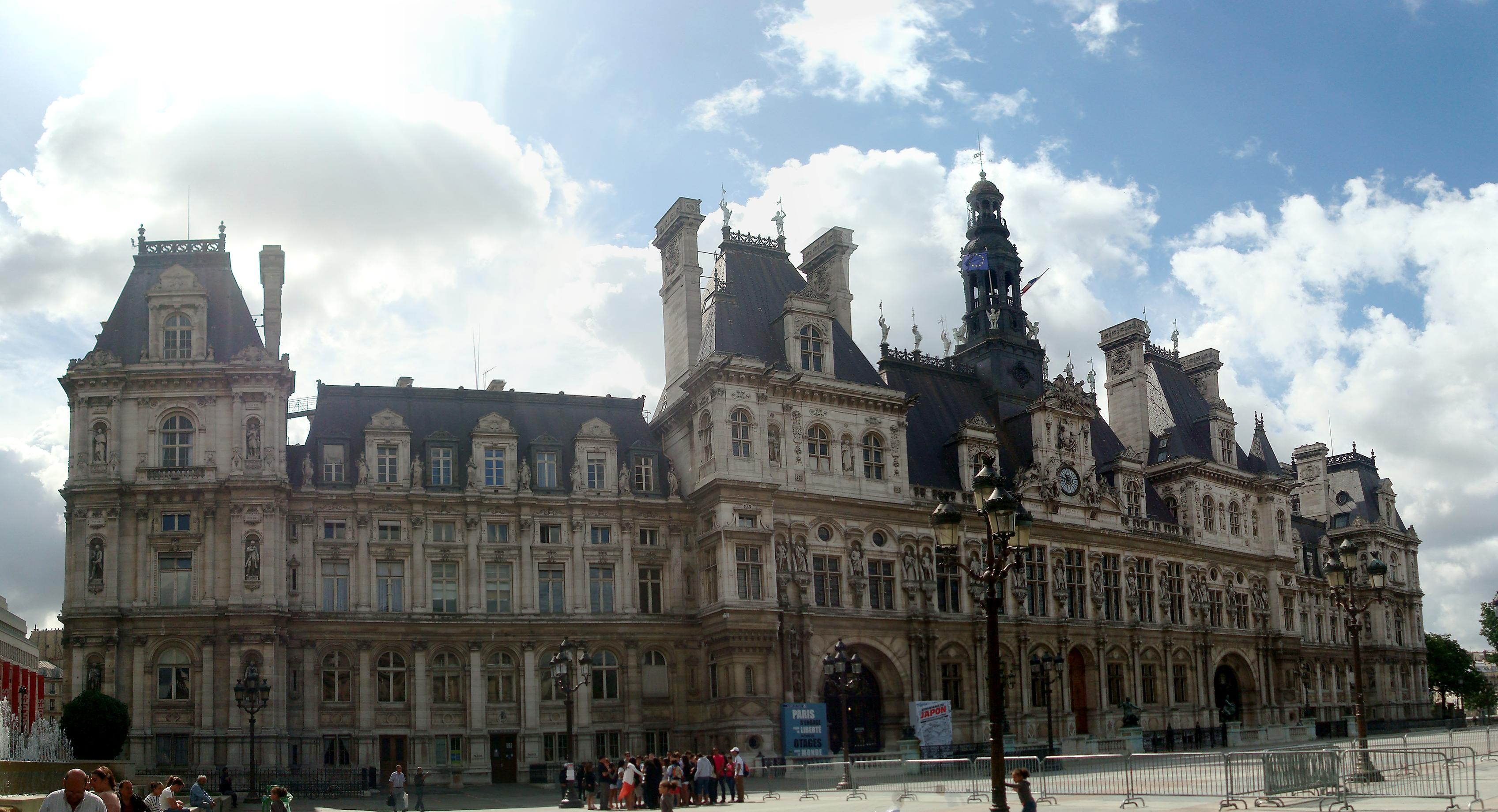
A Praça do Hôtel-de-Ville, antiga Praça de Grève

A Place de l’Hôtel-de-Ville, antiga Place de Grève até 1803, é uma praça de Paris, na França. Esta praça está situada às margens do Rio Sena, de onde se origina seu antigo nome ("Grève" : terreno plano composto por cascalho ou areia às margens do mar ou de um curso de água).

## Histórico
O local era ocupado antigamente por uma velha praia feita de cascalho e areia, por onde era fácil descarregar as mercadorias que chegavam à Paris pelo Sena.
Assim, muito depressa instala-se aí um porto, substituindo o Porto Saint Landry, situado na Ilha de la Cité. O Porto de la Grève torna-se o mais importante de Paris : a madeira, o trigo, o vinho, o feno são descarregados por ele, facilitando assim a instalação de um mercado. É também ao redor do porto que vai se desenvolver sobre a margem direita ("Rive Droite"), um bairro bastante denso. O Hôtel de Ville não tarda a instalar-se também aí, e à sua frente passa a estender-se a "Place de Grève" (um quarto menor que a "Place de Hôtel-de-Ville" atual). Este local, então, passa a ser o coração de toda a cidade.

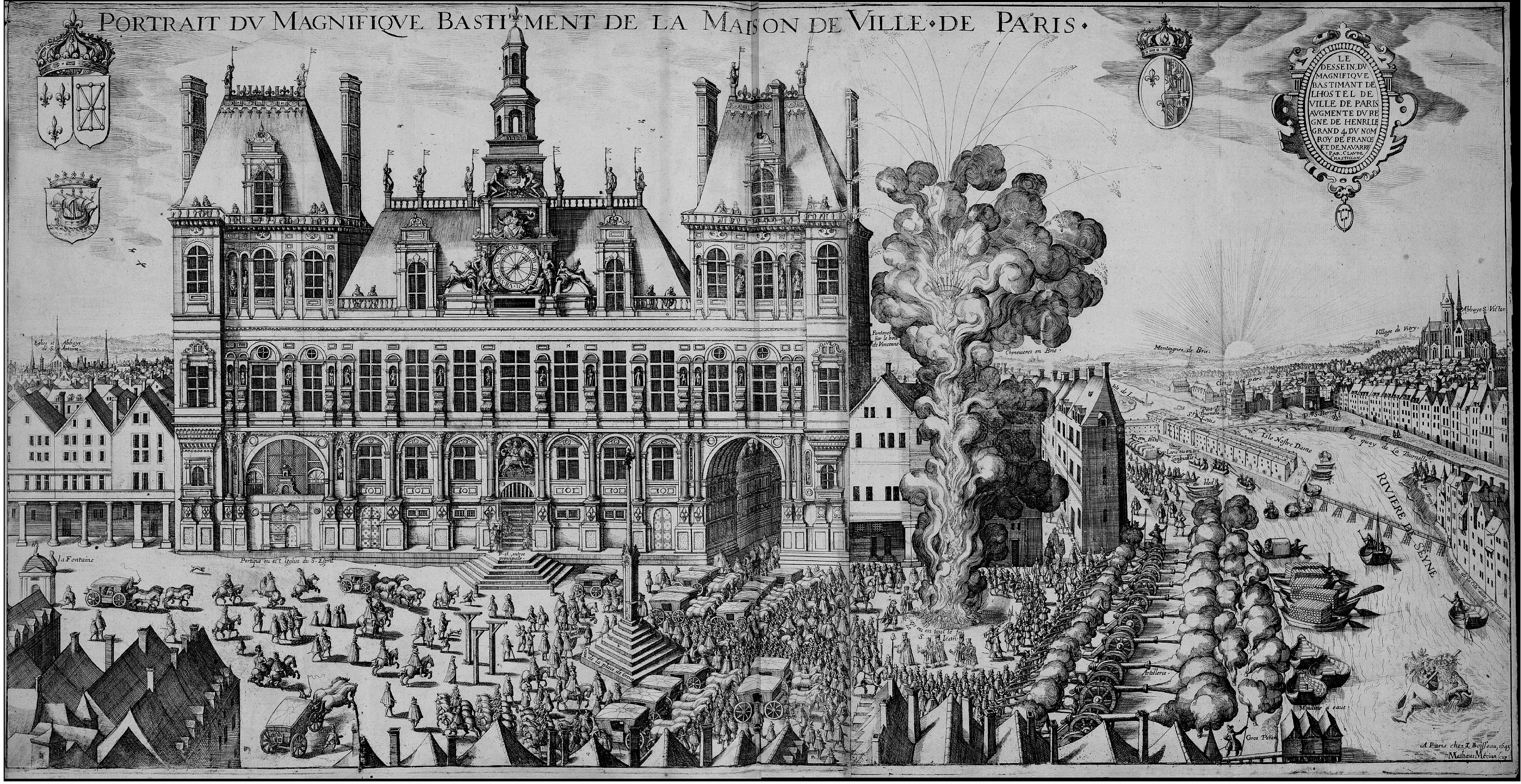
Antigo Hôtel de Ville e Praça de Grève por volta de 1610

Os operários desempregados ganham o hábito de reunir-se na praça ao amanhecer em busca de um empregador. Trata-se de uma mão-de-obra desqualificada e instável que escapa ao sistema dos empregos regularizados. Assim, a Place de Grève está na origem da palavra "grevista", apesar do contrassenso: tratava-se realmente de uma concentração de operários que não trabalhavam, mas que estavam à procura de um trabalho. Sob o Antigo Regime, esta praça servia também para as execuções e suplícios públicos: Robert François Damiens, François Ravaillac, entre outros, aí foram esquartejados.

### Lista de algumas execuções sob oAntigo Regime

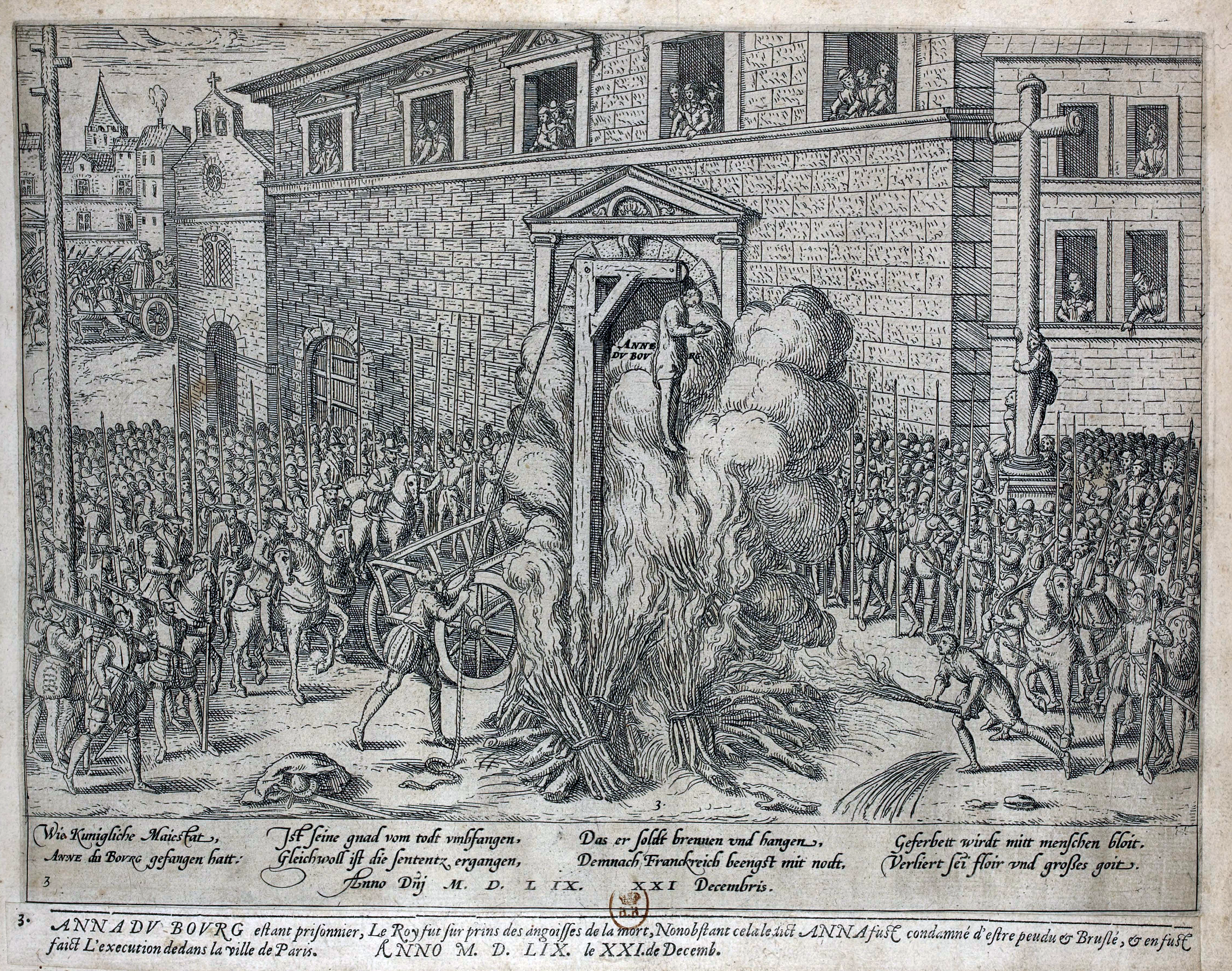
Anne du Bourg, enforcado e queimado na Praça de Grève em 1559

1310 : Marguerite Porete (queimada)
1549 : Jacques I de Coucy (decapitado)
1559 : Anne du Bourg (enforcado e queimado
1574 : O Conde de Montgomery (decapitado)
1602 : Guy Éder de La Fontenelle (roda viva)
1610 : François Ravaillac (esquartejado)
1627 : François de Montmorency-Bouteville
1632 : Louis de Marillac (decapitado)
1680 : Catherine Deshayes, dita La Voisin (queimada)
1721 : Louis Dominique Cartouche (roda viva)
1757 : Robert François Damiens (esquartejado)
1766 : Thomas Arthur de Lally-Tollendal (decapitado)

### A Praça de Grève durante aRevolução Francesaonde, pela primeira vez, foi utilizada aguilhotina
Em 25 de abril de 1792, teve lugar na Praça de Grève a primeira execução através de guilhotina. O condenado, Nicolas Jacques Pelletier, era um simples ladrão. A multidão, acostumada desde a Idade Média com suplícios mais «refinados», mostrou-se decepcionada com a rapidez do processo.

### A guilhotina na Praça de Grève em1794
A guilhotina é novamente montada na Praça de Grève, de Novembro de 1794 até Maio de 1795. Entre as últimas cabeças cortadas foram as do deputado da Convenção Nacional Jean-Baptiste Carrier e do promotor público Fouquier-Tinville.

## A Praça de l’Hôtel-de-Ville hoje

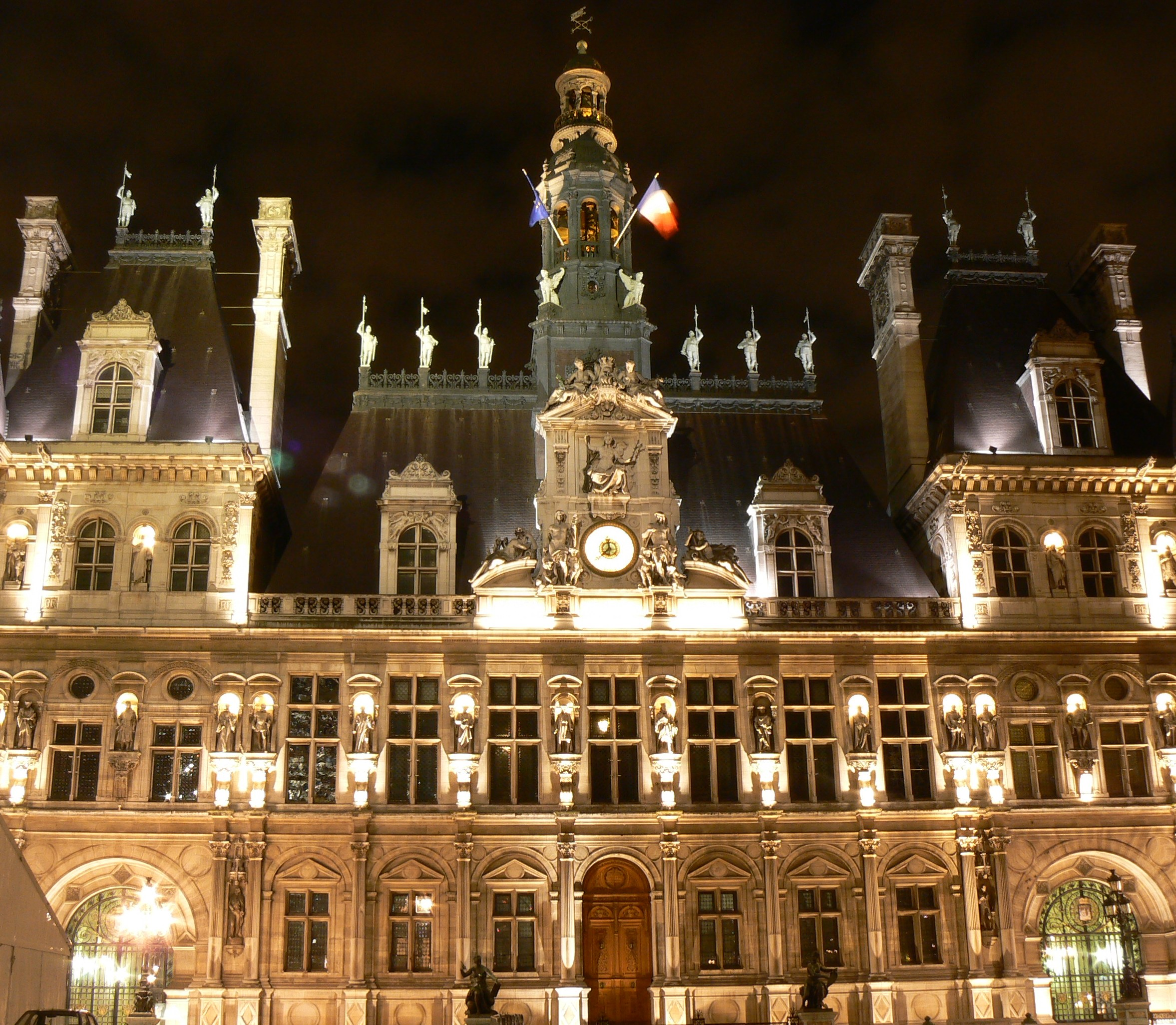
Fachada do Hôtel de Ville de Paris.

A Praça de Grève, rebatizada de Praça de l’Hôtel-de-Ville em 19 de Março de 1803, tornou-se um espaço reservado aos pedestres desde 1982. Hoje a praça é um local bastante animado :
- para o Paris-Plage de 2004, uma grande parte da praça foi transformada em uma quadra de voleibol ;
- no inverno, muitas vezes é instalada na praça uma pista de patinação no gelo gigante ;
- na primavera, uma manifestação para doação de sangue é realizada ; e em Julho de 2007, parte de uma exposição sobre jardins foi montada na Place de l'Hôtel-de-Ville ;
- em dias de grandes noitadas esportivas, uma tela gigante é instalada na praça para que os pedestres possam acompanhar os eventos.

## Vista via Satélite
- «Imagem via satélite no Google Maps»